# Principi antròpic
En cosmologia el principi antròpic estableix que qualsevol teoria vàlida sobre l'univers ha de ser consistent amb l'existència de l'ésser humà com a éssers basats en el carboni, aquí i ara. A grans trets es pot resumir en l'afirmació que
| « | Si l'Univers és tal com l'observem, és perquè nosaltres, éssers conscients, hi existim. | » |

O, expressat en altres paraules, si en l'univers s'han de verificar certes condicions per a la nostra existència, aquestes condicions es verifiquen, ja que nosaltres existim. El primer ús del terme «principi antròpic» s'atribuïx al físic teòric Brandon Carter qui en 1973, durant un simposi celebrant el 500 aniversari del naixement de Copèrnic i que va tractar sobre «La confrontació de les teories cosmològiques amb les dades experimentals», el va encunyar per argumentar que, després de tot, la humanitat sí que té un lloc especial en l'univers. Malgrat tot, la idea ja s'havia expressat anteriorment i es pot remuntar a Arthur Schopenhauer.
El principi antròpic s'origina a partir de la constatació que la nostra pròpia existència depèn d'uns valors molt precisos de diverses constants fonamentals de l'univers (com la constant d'estructura fina, la constant cosmològica o el nombre de dimensions de l'univers); si qualsevol d'aquestes constants fos lleugerament diferent la vida, tal com la coneixem, no s'hagués format mai. Això planteja la sorpresa per l'extraordinària improbabilitat de la nostra existència, sobretot si considerem que a priori l'univers podria tenir qualsevol conjunt de constants diferents. Davant d'això el principi antròpic considera que de fet, la qüestió està mal plantejada.
El principi antròpic no es planteja la qüestió de saber si la nostra presència és resultat d'un atzar especialment improbable o si és el resultat d'un procés determinista. Expressa que, si l'univers hagués evolucionat de forma que no permetés l'aparició d'entitats conscients, no n'hi hauria cap per a adonar-se'n i, per tant, no hi hauria coneixement d'aquest univers; altrament dit, un univers així no existiria. Així, des del nostre punt de vista (d'entitat conscient dins l'univers), fins i tot si el nostre univers no és més que un dels múltiples universos possibles, la nostra existència no té res d'improbable a posteriori. A l'afirmació que les probabilitats de la nostra aparició són, a priori, tan extraordinàriament minses que cal preguntar-se com és que l'univers és com és i hem d'exclamar «quina sort!», el principi antròpic respon que, en cas contrari, nosaltres no existiríem per lamentar-nos de la nostra mala sort!

## Les versions del principi antròpic
Els proponents del principi antròpic suggereixen que vivim en un univers acuradament ajustat, és a dir, un univers que sembla haver estat meticulosament adaptat per a permetre l'existència de la vida tal com la coneixem. Existeixen tres versions principals del principi antròpic que foren categoritzades el 1986 pels físics John Barrow i Frank Tipler al seu llibre The Anthropic Cosmological Principle de la forma següent:
- El principi antròpic feble: afirma que els valors observats de totes les quantitats físiques i cosmològiques no són igualment probables, sinó que estan restringits pel fet que existeixen llocs de l'univers on s'ha pogut desenvolupar la vida basada en el carboni i el fet que l'univers sigui suficientment antic com perquè això hagi ocorregut.
- El principi antròpic fort: afirma que l'univers ha de tenir unes propietats que permetin a la vida desenvolupar-se en algun estadi de la seva història.
- El principi antròpic final: afirma que a l'univers ha d'arribar a existir una forma de processament intel·ligent de la informació i, una vegada que apareix, mai desapareixerà.

El principi antròpic feble ha estat criticat per ser un argument ad ignorantiam per assumir que no són possibles altres formes de vida (fet pel qual ha estat titllat de xovinisme del carboni). A més, l'interval de valors que poden prendre les constants físiques i que permeten l'evolució de vida basada en el carboni pot ser molt menys restringit del que s'ha proposat. Sovint es considera que la versió feble en el fons és una tautologia. Per altra banda la versió forta ha estat titllada de no científica, ja que no pot provar-se ni falsar-se i és innecessària. Pel que fa a la tercera de les versions, la versió final, Barrow i Tipler indiquen que, a pesar de ser proposada en el context de la física, l'enunciat està molt associat amb els valors morals.
Alguns filòsofs de la ciència que donen suport les afirmacions del principi antròpic són també proponents de la controvertida hipòtesi del disseny intel·ligent, molt lligada al creacionisme. Però també hi ha qui suggereix l'existència d'universos alternatius o multiversos i també invoquen al principi antròpic en auxili de les seves teories: suposant que alguns universos d'entre tots els possibles fossin capaços d'albergar vida intel·ligent, alguns universos concrets han d'haver fet realitat aquesta capacitat, i el nostre és clarament un d'ells. No obstant això, les alternatives a la conjectura del disseny intel·ligent no es limiten a proposar l'existència d'universos alternatius. En qualsevol cas, hi ha qui argumenta que el principi antròpic, tal com s'enuncia normalment, en realitat mina els arguments del disseny intel·ligent.